# عملية السلطة الفلسطينية (طوباس 2024)
ابتداءً من أكتوبر 2024، نفذت قوات الأمن الوطني التابعة للسلطة الفلسطينية عملية بعنوان " عملية حماية الوطن "، ضد لواء طوباس، وهي ميليشيا فلسطينية في الضفة الغربية.
سعت السلطة الفلسطينية، بقيادة الرئيس محمود عباس، إلى قمع التشدد في طوباس، والذي تعتبره جزءاً من حملة مدعومة من إيران لتقويض حركة فتح، الحزب الحاكم في السلطة الفلسطينية؛ كما سعت إلى دحض التصور السائد بأنها إدارة غير فعالة.

## الجدول الزمني

### 8 أكتوبر
اعتقلت قوات الأمن الفلسطينية في طوباس قائد لواء طوباس أحمد أبو العايدة، والذي كان مطلوباً أيضاً من قبل إسرائيل، ورداً على ذلك أقام المتظاهرون حواجز في المدينة واشتبك المسلحون مع قوات الأمن. تم إطلاق النار على العايدة أثناء اعتقاله.
وفي أعقاب الاعتقال، دخلت قوات الاحتلال الإسرائيلية إلى المدينة.
كما استهدف مسلحون مقر قوة الشرطة المدنية الفلسطينية في مخيم الفارعة قرب طوباس بإطلاق النار.

### 11 أكتوبر
تجددت المواجهات في طوباس، على خلفية اعتقال أبو العيدة ومسلحين آخرين، ما أدى إلى إصابة شخص. دخلت قوات الأمن مدينة طوباس بمركبات مدنية، ونصبت كميناً لمواقع المسلحين في وسط المدينة. في المقابل، دعا نشطاء في طوباس إلى حراك شعبي ضد السلطة الفلسطينية. وقد اعتقلت قوات الأمن بعض الشباب الذين لم يكونوا منتمين إلى لواء طوباس ولكن يزعم أنهم قدموا المساعدة لهم.

### 13 أكتوبر
رفض الطلاب في طوباس حضور الدروس ونظموا مظاهرات دعماً للمسلحين.

### 18 أكتوبر
أطلقت قوات الأمن النار على السكان الذين كانوا ينظمون وقفة احتجاجية على زعيم حماس الذي قُتل مؤخرًا يحيى السنوار.

### 19 أكتوبر
نفذت قوات الأمن حصاراً استمر لساعات لمنزل في طوباس كان يتواجد فيه مسلحان هما عبادة المصري وبكر عباس؛ فشلت التعزيزات المحلية للمسلحين في كسر الحصار وتم اعتقال الاثنين في النهاية.

### 5 نوفمبر
تمكنت قوات الأمن من ضبط وتفجير عبوة ناسفة زرعها مسلحون لاستهداف جنود جيش الدفاع الإسرائيلي.

## العواقب
تحت ضغط الاشتباكات المستمرة وقطع المياه والكهرباء عن طوباس من قبل السلطة الفلسطينية، انتهى الأمر بـ 80 عضوًا من لواء طوباس إلى الاستسلام. وقد حدث هذا مباشرة بعد وقف إطلاق النار بين إسرائيل وحزب الله في لبنان، الأمر الذي ربما أثر على الاستسلام الجماعي للمسلحين، حيث أدرك المسلحون أنه لن يأتي أي طرف خارجي لمساعدتهم. وبحسب مجموعة الأزمات الدولية، كان هذا بمثابة انتصار للسلطة الفلسطينية، وشجعها على ملاحقة المسلحين في جنين.
ومع ذلك، تمكن لواء طوباس من البقاء على حاله ويواصل نشاطه في القتال ضد جيش الدفاع الإسرائيلي.

## ردود الفعل
وقال سكان طوباس إن هذه الاشتباكات كانت من بين أسوأ أعمال العنف التي يتذكرونها.
وأشاد أحمد أسعد، محافظ محافظة طوباس، بـ"القبضة الحديدية" للعملية ضد ما وصفه بعدم الاستقرار والفوضى.
وقالت حماس والجهاد الإسلامي الفلسطيني إن السلطة الفلسطينية تخدم أجندة إسرائيل وشجعت المسلحين على مواجهة قوات الأمن في طوباس.
وعززت لواء طوباس إجراءاتها الأمنية، حيث خرج بعض المسلحين من منازلهم وابتعدوا عن المدينة.
يقول غيث العمري، الخبير في شؤون السلطة الفلسطينية في معهد واشنطن لسياسة الشرق الأدنى، إن السلطة الفلسطينية تريد استعادة سمعتها من خلال عملية طوباس، ولكن طوباس تمثل أيضاً "ثمرة منخفضة التكلفة" لأن المسلحين هناك أضعف من غيرهم في المناطق الأخرى.